# Mohun Bagan Super Giant 2025-2026
Questa voce raccoglie le informazioni riguardanti il Mohun Bagan Super Giant nelle competizioni ufficiali della stagione 2025-2026.

## Organico

### Rosa
| N. |                   | Ruolo | Calciatore             |
| -- | ----------------- | ----- | ---------------------- |
|    | India (bandiera)  | P     | Vishal Kaith           |
|    | India (bandiera)  | P     | Dheeraj Singh          |
|    | India (bandiera)  | P     | Syed Zahid             |
|    | India (bandiera)  | P     | Arsh Shaikh            |
|    | India (bandiera)  | D     | Dippendu Biswas        |
|    | India (bandiera)  | D     | Asish Rai              |
|    | Spagna (bandiera) | D     | Alberto                |
|    | India (bandiera)  | D     | Deepak Tangri          |
|    | India (bandiera)  | D     | Amandeep Vrish Bhan    |
|    | Scozia (bandiera) | D     | Tom Aldred             |
|    | India (bandiera)  | D     | Subashish Bose         |
|    | India (bandiera)  | D     | Raj Basfore            |
|    | India (bandiera)  | D     | Sahil Inamdar          |
|    | India (bandiera)  | D     | Tekcham Abhishek Singh |

| N. |                      | Ruolo | Calciatore           |
| -- | -------------------- | ----- | -------------------- |
|    | India (bandiera)     | C     | Anirudh Thapa        |
|    | India (bandiera)     | C     | Sahal Abdul Samad    |
|    | India (bandiera)     | C     | Lalengmawia          |
|    | India (bandiera)     | C     | Glan Martins         |
|    | India (bandiera)     | C     | Abhishek Suryavanshi |
|    | India (bandiera)     | A     | Liston Colaco        |
|    | Australia (bandiera) | A     | Dimitri Petratos     |
|    | India (bandiera)     | A     | Manvir Singh         |
|    | Australia (bandiera) | A     | Jason Cummings       |
|    | India (bandiera)     | A     | Suhail Bhat          |
|    | Brasile (bandiera)   | A     | Robinho              |
|    | Australia (bandiera) | A     | Jamie Maclaren       |
|    | India (bandiera)     | A     | Kiyan Nassiri        |

### Staff tecnico
- José Francisco Molina - Allenatore
- Igor Taševski - Vice allenatore
- Bastob Roy - Vice allenatore / Allenatore riserve
- Sergio Garcia Toribio - Preparatore atletico

## Calciomercato
| Acquisti | Acquisti               | Acquisti         | Acquisti   |
| R.       | Nome                   | da               | Modalità   |
| -------- | ---------------------- | ---------------- | ---------- |
| D        | Amandeep Vrish Bhan    |                  |            |
| D        | Saurabh Bhanwala       | Mohun Bagan SG B | Definitivo |
| D        | Tom Aldred             |                  |            |
| D        | Subashish Bose         |                  |            |
| D        | Alberto                |                  |            |
| D        | Tekcham Abhishek Singh | Punjab FC        | Definitivo |
| A        | Jason Cummings         |                  |            |
| A        | Robinho                | Água Santa       | Definitivo |
| A        | Suhail Bhat            |                  |            |
| A        | Jamie Maclaren         |                  |            |
| A        | Dimitri Petratos       |                  |            |
| A        | Kiyan Nassiri          | Chennaiyin       | Definitivo |

| Cessioni | Cessioni               | Cessioni  | Cessioni   |
| R.       | Nome                   | a         | Modalità   |
| -------- | ---------------------- | --------- | ---------- |
| D        | Ravi Rana              |           | Svincolato |
| D        | Saurabh Bhanwala       | Odisha    | Definitivo |
| C        | Ashique Kuruniyan      | Bengaluru | Definitivo |
| C        | Ningombam Engson Singh |           | Svincolato |
| A        | Greg Stewart           |           | Svincolato |
| A        | Taison Singh           |           | Svincolato |
| A        | Md. Fardin Ali Molla   |           | Svincolato |

## Risultati

### Indian Super League

#### Andamento in campionato
| Giornata  | 1 | 2 | 3 | 4 | 5 | 6 | 7 | 8 | 9 | 10 | 11 | 12 | 13 | 14 | 15 | 16 | 17 | 18 | 19 | 20 | 21 | 22 | 23 | 24 | 25 | 26 |
| --------- | - | - | - | - | - | - | - | - | - | -- | -- | -- | -- | -- | -- | -- | -- | -- | -- | -- | -- | -- | -- | -- | -- | -- |
| Luogo     |   |   |   |   |   |   |   |   |   |    |    |    |    |    |    |    |    |    |    |    |    |    |    |    |    |    |
| Risultato |   |   |   |   |   |   |   |   |   |    |    |    |    |    |    |    |    |    |    |    |    |    |    |    |    |    |
| Posizione |   |   |   |   |   |   |   |   |   |    |    |    |    |    |    |    |    |    |    |    |    |    |    |    |    |    |

Legenda:

Luogo: C = Casa; T = Trasferta. Risultato: V = Vittoria; N = Pareggio; P = Sconfitta.

### AFC Champions League Two
| Calcutta 16 settembre 2025, ore 16:00 UTC+5:30 1ª giornata | Mohun Bagan SG | – | Ahal | Salt Lake Stadium |

| Esfahan 30 settembre 2025, ore 16:00 UTC+5:30 2ª giornata | Sepahan | – | Mohun Bagan SG | Naghsh-e Jahan Stadium |

| Calcutta 21 ottobre 2025, ore 16:00 UTC+5:30 3ª giornata | Mohun Bagan SG | – | Al-Hussein | Salt Lake Stadium |

| Calcutta 4 novembre 2025, ore 16:00 UTC+5:30 4ª giornata | Mohun Bagan SG | – | Al-Hussein | Salt Lake Stadium |

| 25 novembre 2025, ore 16:00 UTC+5:30 5ª giornata | Ahal | – | Mohun Bagan SG |  |

| Calcutta 23 dicembre 2025, ore 16:00 UTC+5:30 6ª giornata | Mohun Bagan SG | – | Sepahan | Salt Lake Stadium |

#### Andamento nel girone
| Giornata  | 1 | 2 | 3 | 4 | 5 | 6 |
| --------- | - | - | - | - | - | - |
| Luogo     | C | T | T | C | T | C |
| Risultato |   |   |   |   |   |   |
| Posizione |   |   |   |   |   |   |

Legenda:

Luogo: C = Casa; T = Trasferta. Risultato: V = Vittoria; N = Pareggio; P = Sconfitta.

### Durand Cup
| Arbitro: | Ashwin |

|                                                               |           |  |
| Manvir Singh 24’ Liston Colaco 53’, 58’ Sahal Abdul Samad 61’ | Marcatori |  |

| Arbitro: | Aditya Purkayastha |

|                                                 |           |                       |
| Liston Colaco 23’, 90+6’ (Rig.) Suhail Bhat 63’ | Marcatori | 50’ Ashley Alban Koli |

| Arbitro: | Ashwin |

|                 |           | |
| Luka Majcen 24’ | Marcatori | 19’ Anirudh Thapa 35’ Jamie Maclaren 51’ (Rig.) Liston Colaco 64’ Sahal Abdul Samad 80’ Jason Cummings |

#### Andamento in campionato
| Giornata  | 1 | 2 | 3 |  |
| --------- | - | - | - |  |
| Luogo     | C | C | T |  |
| Risultato | V | V | V |  |
| Posizione | 1 | 2 | 1 |  |

Legenda:

Luogo: C = Casa; T = Trasferta. Risultato: V = Vittoria; N = Pareggio; P = Sconfitta.

### Quarti di finale
| Arbitro: | Venkatesh R |

|                   |           |                                      |
| Anirudh Thapa 68’ | Marcatori | 38’ (Rig.), 50’ Dīmītrīs Diamantakos |

### Calcutta Football League
Nella competizione l'East Bengal schiera la squadra riserve, allenata da Deggie Cardozo.

#### Gruppo A
| Arbitro: | Debabrata Naskar |

|  |           |                    |
|  | Marcatori | 45+3’ Md Amil Naim |

| Arbitro: | Rabin Biswas |

|  |           |                                                                                    |
|  | Marcatori | 21’ Sandeep Malik 29’ (A.g.) Lenminlun Doungel 51’ Pasang Tamang 73’ Adil Abdullah |

| Arbitro: | Bimalendu Mondal |

|  |           |                                          |
|  | Marcatori | 5’ Sandeep Malik 90+6’ Shibam Mundamalik |

| Naihati 11 luglio 2025, ore 11:30 UTC+5:30 4ª giornata | George Telegraph | 0 – 0 referto | Mohun Bagan SG | Bankimanjali Stadium (250 spett.)\| Arbitro: \| Rohan DasGupta \| |
| Arbitro:                                               | Rohan DasGupta   |               |                |                                                                   |

| Arbitro: | Suvajit Pramanik |

|                    |           |                                       |
| Surajit Halder 19’ | Marcatori | 4’ Pasang Dorjee Tamang 65’ Karan Rai |

| Kalyani 26 luglio 2025, ore 11:30 UTC+5:30 6ª giornata                                                                          | East Bengal | 3 – 2 referto                         | Mohun Bagan SG | Kalyani Stadium |
| \| \| \| \| \| Jesin TK 9’ Sayan Banerjee 45+5’ David Lalhlansanga 69’ \| Marcatori \| 51’ Leewan Castanha 67’ Kiyan Nassiri \| |             |                                       |                |                 |
| |             |                                       |                |                 |
| Jesin TK 9’ Sayan Banerjee 45+5’ David Lalhlansanga 69’                                                                         | Marcatori   | 51’ Leewan Castanha 67’ Kiyan Nassiri |                |                 |

| Naihati 13 agosto 2025, ore 11:30 UTC+5:30 8ª giornata | Measurers | – referto | Mohun Bagan SG | Bankimanjali Stadium |

| Naihati 21 agosto 2025, ore 11:30 UTC+5:30 9ª giornata | Mohun Bagan SG | – | Suruchi Sangha | Bankimanjali Stadium |

| Naihati 24 agosto 2025, ore 11:30 UTC+5:30 10ª giornata | BSS Sporting | – | Mohun Bagan SG | Bankimanjali Stadium |

##### Andamento in campionato
| Giornata  | 1  | 2 | 3 | 4 | 5 | 6 | 7 | 8 | 9 | 10 | 11 | 12 | 13 |
| --------- | -- | - | - | - | - | - | - | - | - | -- | -- | -- | -- |
| Luogo     | C  | T | T | T | T | T | X | T | C | T  |    |    |    |
| Risultato | P  | V | V | N | V | P | X |   |   |    |    |    |    |
| Posizione | 10 | 8 | 5 | 3 | 3 | 5 | 5 |   |   |    |    |    |    |

Legenda:

Luogo: C = Casa; T = Trasferta. Risultato: V = Vittoria; N = Pareggio; P = Sconfitta.